# Резен (Хамадан)
Резе́н (Разан, перс. رزن‎, азерб. Rəzən) — город на западе Ирана, в провинции Хамадан. Административный центр шахрестана  Резен. Десятый по численности населения город провинции.

## География и климат
Город находится в северо-восточной части Хамадана, в горной местности, на высоте 1 814 метров над уровнем моря.
Резен расположен на расстоянии приблизительно 75 километров к северо-востоку от Хамадана, административного центра провинции и на расстоянии 205 километров к юго-западу от Тегерана, столицы страны. Климат города определяется его высотным положением; среднегодовая температура воздуха составляет +11 °С, среднегодовое количество осадков — 300 мм, число морозных дней — 80.

## Население
На 2006 год население составляло 11 390 человек; в национальном составе преобладают азербайджанцы, в конфессиональном — мусульмане-шииты.